# Davide Biondini
Davide Biondini (ur. 24 stycznia 1983 roku w Longiano) – włoski piłkarz występujący na pozycji pomocnika. Obecnie gra w Cagliari Calcio.

## Kariera klubowa
Davide Biondini jest wychowankiem klubu AC Cesena. W jego barwach zadebiutował w sezonie 2001/2002, w którym rozegrał łącznie 22 pojedynki w Serie C1. W kolejnych rozgrywkach włoski pomocnik zanotował 24 występy i dwa gole. Cesena w ligowej tabeli zajęła trzecie miejsce, jednak przegrała półfinałowy baraż o awans do drugiej ligi z Pisą Calcio. W sierpniu 2003 roku Biondini podpisał kontrakt z Vicenzą Calcio, która wykupiła połowę praw do karty zawodnika. W nowym klubie od razu wywalczył sobie miejsce w podstawowej jedenastce i zagrał w 41 z 46 meczów sezonu. Razem z drużyną uplasował się na trzynastej pozycji w Serie B. Podczas rozgrywek 2004/2005 Biondini wystąpił już tylko w 21 spotkaniach, natomiast Vicenza dopiero w barażach uchroniła się przed spadkiem do trzeciej ligi.
Latem 2005 roku Włoch odszedł do Regginy Calcio i 28 sierpnia w przegranym 0:3 pojedynku z Romą zadebiutował w rozgrywkach Serie A. W trakcie całego sezonu Biondini zanotował 28 występów, w tym 18 w wyjściowej jedenastce. Reggina w końcowej tabeli zajęła trzynaste miejsce, a po zakończeniu rozgrywek włoski pomocnik przeniósł się do Cagliari Calcio. W nowej drużynie zadebiutował 10 września 2006 roku w przegranym 0:1 meczu z Calcio Catania. Od początku sezonu 2009/2010 Biondini był podstawowym piłkarzem swojego zespołu i tworzył linię pomocy razem z Daniele Contim, Michele Finim oraz Andreą Cossu.

## Kariera reprezentacyjna
Biondini ma za sobą występy w młodzieżowych reprezentacjach Włoch. Grał w drużynach do lat 19, 20 i 21, dla których łącznie rozegrał cztery mecze. Wziął między innymi udział w Mistrzostwach Europy U-21 2006, jednak pełnił na nich rolę rezerwowego. Na turnieju tym juniorzy "Squara Azzura" zostali wyeliminowani już w rundzie grupowej.
Na początku listopada 2009 roku Biondini został powołany przez Marcello Lippiego do seniorskiej reprezentacji Włoch na towarzyskie mecze z Holandią i Szwecją. W drużynie narodowej zadebiutował 14 listopada w zremisowanym 0:0 spotkaniu przeciwko Holandii, kiedy to w 71. minucie zmienił Angelo Palombo.